# カール・ミヒャエル・ツー・メクレンブルク
カール・ミヒャエル・ヘルツォーク・ツー・メクレンブルク（ドイツ語: Karl Michael Herzog zu Mecklenburg, 1863年6月17日［ユリウス暦6月5日］ - 1934年12月6日）は、ドイツのメクレンブルク＝シュトレーリッツ大公家の一員で、ロシアの貴族、軍人。メクレンブルク＝シュトレーリッツ大公家家長（1918年 - 1934年）。ロシア語名はミハイル・ゲオルギエヴィチ・メクレンブルク＝ストレリツキー（Михаил Георгиевич Мекленбург-Стрелицкий）。

## 生涯
メクレンブルク＝シュトレーリッツ大公ゲオルクの次男ゲオルク・アウグストとその妻でロシア大公ミハイル・パヴロヴィチの三女であるエカチェリーナ・ミハイロヴナの間の三男（第4子）として、ロシアのオラニエンバウム（現在のロモノソフ）で生まれた。母方の祖母エレナ・パヴロヴナ大公妃の所有するミハイロフスキー宮殿で育ち、皇帝パーヴェル1世の曾孫であるため、広義のロシア帝室の成員と見なされていた。
ドイツのシュトラスブルク大学で人文学博士号を取得した後、ロシア陸軍に入隊し、最終的には陸軍中将まで昇進した。生涯独身を通したが、1909年に兄ゲオルク・アレクサンダーの4人の遺児の後見人となった。また、1894年に母から相続したミハイロフスキー宮殿を、ロシア皇帝ニコライ2世に売却している。第一次世界大戦が勃発する直前の1914年6月20日、メクレンブルク＝シュトレーリッツ大公アドルフ・フリードリヒ6世に対して、自身の大公位継承権を放棄すると通知し、大戦勃発後はロシアに帰化した。1917年3月の2月革命によって帝政が崩壊すると、拘束されて国会への出頭を命じられ、カフカース地方に逃亡した。
1918年2月、大公アドルフ・フリードリヒ6世が自殺を遂げると、メクレンブルク＝シュトレーリッツ大公国は君主が不在となった。摂政となったメクレンブルク＝シュヴェリーン大公フリードリヒ・フランツ4世は、唯一の継承権者であるミハイルに大公位に就くよう促し、シュヴェリーンに併合されることを恐れるシュトレーリッツの臣民たちも、ミハイルに大公位就任を求める請願書を送った。ミハイルはフリードリヒ・フランツ4世に対し、改めて継承権放棄の意思を示した書簡を送ったが、この手紙が届いたのは1919年1月になってからだった。このためシュトレーリッツ大公国では大公位継承問題を解決できないまま、1918年11月のドイツ革命を迎えた。
ミハイルは1919年に家族とともにロシアを出国し、最初はフランスに、次いでデンマークに移った。デンマークでは亡命ロシア人将校たちの相互扶助協会の会長を務めていた。1921年、大公位の請求権放棄と引き換えに、メクレンブルク＝シュトレーリッツ自由州政府から500万マルクの補償金を受け取った。1930年4月に所領のあるメクレンブルクのレンプリンの城に移った。
1928年9月11日、大公位継承権を認められていなかった甥のゲオルギー・カルロフ伯爵を正式に養子に迎え、この養子縁組は10月11日にマルヒンの地方裁判所に認可された。以後、ゲオルク（ゲオルギー）は「メクレンブルク公（Herzog zu Mecklenburg）」を名乗るようになった。1934年にレンプリン城で死去し、大公家の家督は甥で養子のゲオルクが継いだ。

## 参考文献

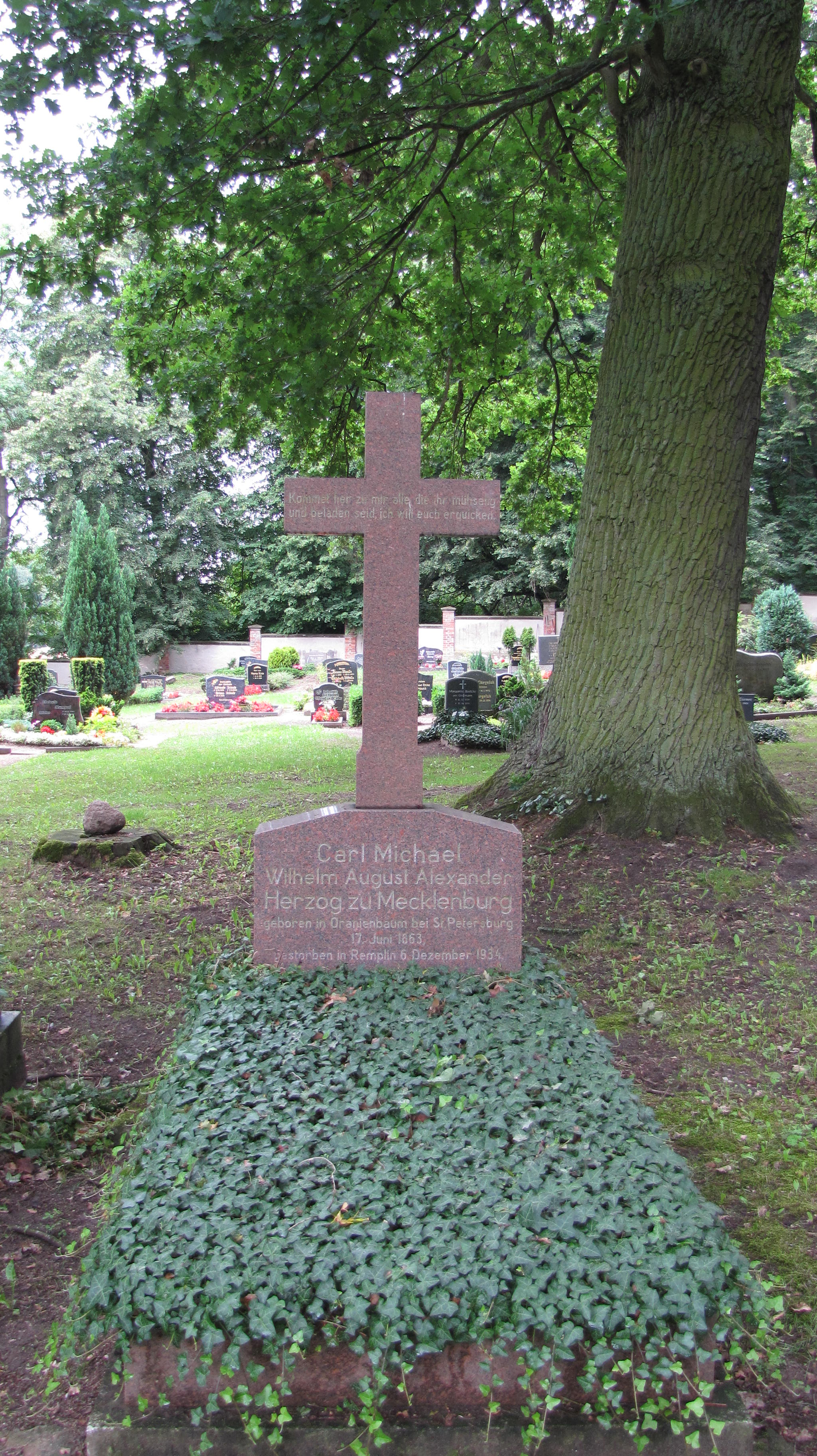
カール・ミヒャエルの墓